# Paupitzscher See
Der Paupitzscher See ist ein circa 80 Hektar großer Tagebaurestsee, der durch Flutung aus dem ehemaligen Tagebau Goitzsche entstand. Der See gehört zum Naturschutzgebiet (NSG) Paupitzscher See und zum Landschaftsschutzgebiet (LSG) Goitzsche. Für den Tagebau wurde 1975 der Ort Paupitzsch umgesiedelt.

## Lage
Der Paupitzscher See liegt an der nordwestlichen Grenze des Freistaats Sachsen zu Sachsen-Anhalt, auf einer Höhe von etwa 77 m ü. NN. Er befindet sich nördlich der nordsächsischen Kreisstadt Delitzsch und südlich der anhaltischen Einheitsgemeinde Bitterfeld-Wolfen. Das Gewässer liegt im Sächsischen Seenland und ist Teil des Landschaftsschutzgebiets Goitzsche.
Nördlich des Paupitzscher Sees liegen der Zöckeritzer See beziehungsweise Holzweißger See, östlich der Seelhausener See, südlich der Neuhäuser See und westlich der Ludwigsee.

## Geschichte
Mitte des 19. Jahrhunderts begannen die ersten bergbaulichen Aktivitäten im Südwesten der Goitzsche, nahe den Ortschaften Petersroda und Holzweißig. Dem Braunkohleflöz folgend, bewegte man sich mit dem Abbau von West nach Ost. Begünstigt durch die Eröffnung der heutigen Bahnstrecken Magdeburg–Leipzig und Trebnitz–Leipzig dehnte sich der Absatzmarkt für Braunkohle unter anderem bis nach Halle und Leipzig aus. Der erhöhte Bedarf an Elektroenergie und fossilen Brennstoffen im 19. und 20. Jahrhundert führte unter anderem auch 1948/49 zum Aufschluss der Grube Goitzsche und damit zum großflächigen Abbau der Braunkohle. Für diesen Tagebau wurde 1975 der Ort Paupitzsch abgerissen und umgesiedelt. An ihn erinnern heute ein eisernes Kreuz und ein Findling am Standort der ehemaligen Kirche.
Die Bedarfsveränderung an fossilen Brennstoffen nach der deutschen Wiedervereinigung führte zu einem sofortigen Ende der Braunkohleförderung, sodass der Tagebau Goitzsche 1991 stillgelegt wurde. 1990 wurde das Naturschutzgebiet Paupitzscher See festgesetzt. Die Flutung des Sees erfolgte von 1993 bis 2005.

## Naturschutzgebiet

### Flora und Fauna
Der Paupitzscher See hat sich seit der Einstellung des Braunkohleabbaus um 1980 zu einem seltenen Naturrefugium entwickelt. Seit dem Abschluss der Flutung und Sanierung im Jahr 2005, ist das Gewässer mit seinen Uferregionen als ein etwa 143 Hektar großes Natur- und Vogelschutzgebiet für die Öffentlichkeit gesperrt.
Jedoch ermöglichen zwei Aussichtsplattformen entlang des Sees Einsicht in das geschützte Gebiet. Es wird auf natürliche Weise der Renaturierung überlassen. Vom Umweltamt Sachsen wird die Region als oligotrophes- bis mesotrophes Stillgewässer ausgewiesen, welches sich durch nährstoffarme Böden, Schilfgürtel, ausgedehnte Magerrasen sowie Vorwaldgesellschaften auszeichnet.
Nach den Sanierungsplänen der LMBV gehört das NSG Paupitzscher See zu den „wertvollsten Bereichen der ehemaligen Bergbauregion Goitzsche“. Es hat sich zu einem europaweit bedeutsamen Fauna-Flora-Habitat (FFH) entwickelt. Durch ungestörte Sukzession und eine dynamische Entwicklung mit gewollten Rutschungen und Erosionen entstand ein Biotop, das für zahlreiche gefährdete und seltene Arten ein Rückzugsgebiet bildet. Der See gilt als ungestörter Lebensraum für zahlreiche seltene floristische und faunistische Spezialisten sowie Pionierarten. Darunter Vertreter von Brutvogel-, Insekten sowie Amphibien- und Reptilienarten.
| Vogelart              | Anzahl der Brut-/ Revierpaare (2007) |
| --------------------- | ------------------------------------ |
| Brachpieper           | 10–12                                |
| Grauammer             | 43–52                                |
| Grauspecht            | 0–1                                  |
| Heidelerche           | 17–20                                |
| Kiebitz               | 2                                    |
| Neuntöter             | 86–100                               |
| Nördlicher Raubwürger | 4–7                                  |
| Rohrweihe             | 1                                    |
| Rothalstaucher        | 1                                    |
| Rotmilan              | 1–2                                  |
| Schwarzspecht         | 1–2                                  |
| Sperbergrasmücke      | 16–25                                |
| Steinschmätzer        | 12–13                                |
| Wendehals             | 8–9                                  |
| Ziegenmelker          | 0–1                                  |

## Wächter der Goitzsche

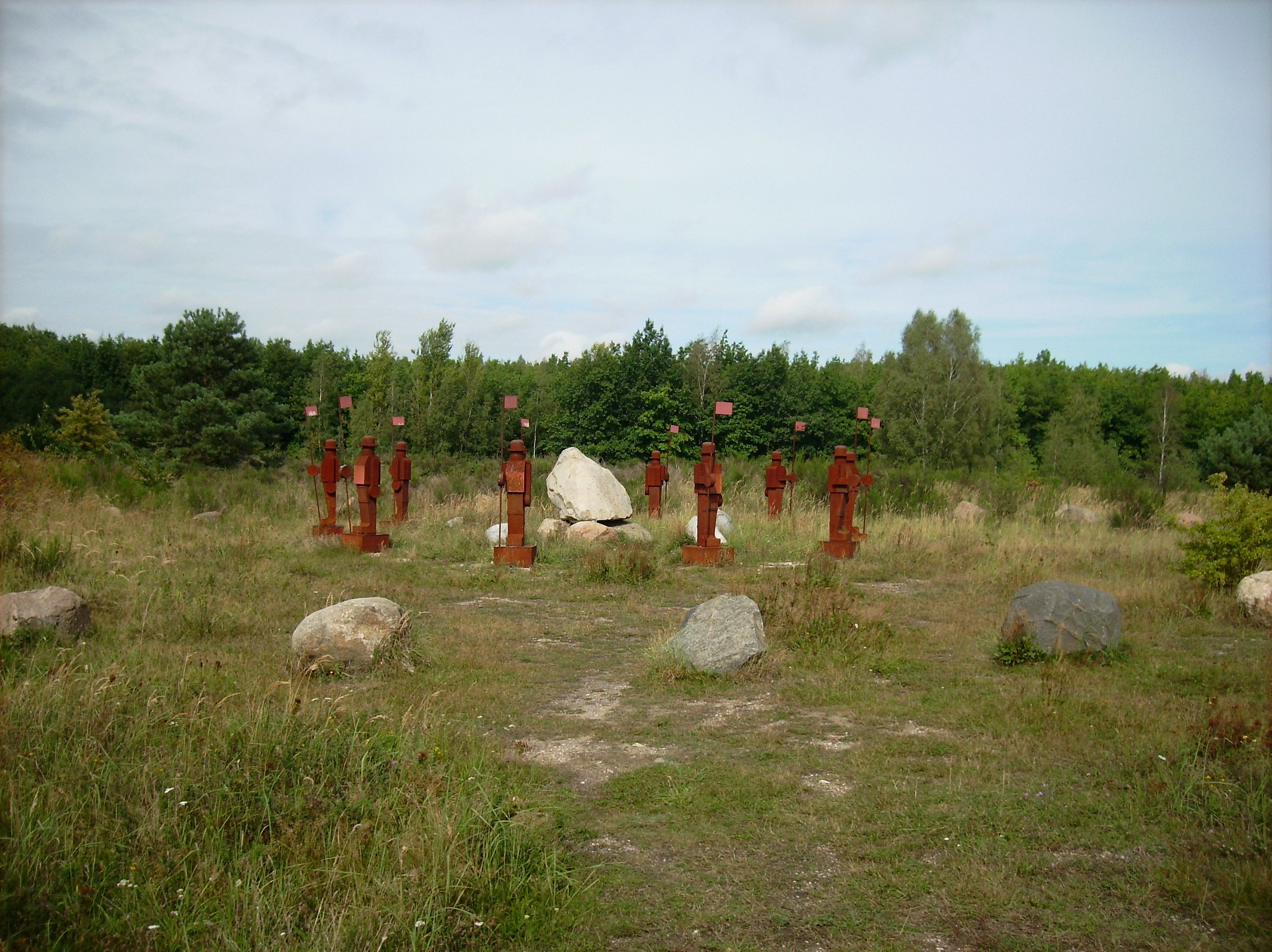
Wächter der Goitzsche

Bei den Wächtern der Goitzsche handelt es sich um eine Skulpturengruppe des deutschen Künstlers Anatol Herzfeld. Die zehn etwa zwei Meter großen Eisenfiguren besitzen jeweils einen roten Brustschild sowie eine rote Fahne und sind um einen großen Findling aus dem Tagebau westlich des Sees arrangiert, der seinerseits auf drei kleineren Findlingen ruht und von fünf kleinen Findlingen umfangen wird, die Gesichter zeigen. Der große Findling trägt den Schriftzug »FRANZ«, welcher auf den Anhalt-Dessauer Fürsten Leopold III. Friedrich Franz (1740–1817), "Begründer" des Dessau-Wörlitzer Gartenreichs verweist. Um die Wächter herum ist nochmals ein Kreis aus etwa 70 kleineren Findlingen angeordnet. Mit der Hilfe von Kindern aus einer Schule in Holzweißig entstanden Motive, die Herzfeld gemeinsam mit einem Steinmetz in die Findlinge meißelte. Die Skulpturengruppe soll ein Denk- und Mahnmal an die Umwandlung der Landschaft sein, wobei die Wächter als Zeugen für diesen Vorgang stehen. Durch den Verweis auf Leopold III. verknüpft Anatol die zeitaktuelle Gegenüberstellung von Industrie und Natur (Renaturierung eines Tagebaugebietes) mit einem ortsbezogenen historischen Vorbild.